# Катастрофа DC-6 под Лонгмонтом
Катастрофа DC-6 под Лонгмонтом — авиационная катастрофа, произошедшая вечером 1 ноября 1955 года в небе к востоку от Лонгмонта и в 50 км от Денвера (штат Колорадо). Пассажирский самолёт Douglas DC-6B американской авиакомпании United Air Lines выполнял пассажирский рейс из Денвера в Портленд (штат Орегон), но спустя некоторое время после взлёта неожиданно взорвался в воздухе, при этом погибли 44 человека. Было установлено, что причиной катастрофы стала детонация заложенной на борт бомбы, после чего дело передали Федеральному бюро расследований, в истории которого это было первое расследование крупного авиационного происшествия.

## Самолёт
Участвовавший в происшествии Douglas DC-6B с регистрационным номером N37559 (заводской — 43538, серийный — 224) поступил в авиакомпанию United Air Lines 22 февраля 1952 года и получил имя Mainliner Denver (с англ. — «Магистральный Денвер»). Его четыре поршневых двигателя были модели Pratt & Whitney R-2800-CB-16 (мощность примерно 2500 л. с. (1800 кВт) у каждого). Общая наработка борта N37559 составляла 11 949 лётных часов, в том числе 133 часа от последнего ремонта, 39 часов от последней технической проверки и 7 часов от последней тщательной предполётной проверки.

## Экипаж
Экипаж, который выполнял роковой рейс, заступил в Денвере и состоял из двух пилотов, бортинженера и двух стюардесс.
- Командир воздушного судна — 39-летний Ли Х. Холл (англ. Lee H. Hall). В авиакомпании United с декабря 1941 года; имел общий налёт 10 086 часов, в том числе 703 часа на DC-6.
- Второй пилот — 26-летний Дональд А. Уайт (англ. Donald A. White). В авиакомпании United с 10 марта 1951 года; имел общий налёт 3578 часов, в том числе 1062 часа на DC-6B.
- Бортинженер — 38-летний Сэмюэл Ф. Артур (англ. Samuel F. Arthur). Имел общий налёт 1995 часов, в том числе 336 часов на DC-6B.
- Стюардесса — 26-летняя Жаклин Л. Хайндс (англ. Jacqueline L. Hinds). В авиакомпании United с 13 июня 1951 года летала рейсами в Вашингтон (округ Колумбия), а с 26 июня 1952 года начала летать рейсами в Сиэтл (штат Вашингтон).
- Стюардесса — 22-летняя Пегги Лу Педдикорд (англ. Peggy Lou Peddicord). В авиакомпании United со 2 марта 1955 года.

## Катастрофа
Самолёт выполнял регулярный пассажирский рейс UA-629 по маршруту Нью-Йорк — Чикаго — Денвер — Портленд — Сиэтл. Полёт до Денвера прошёл без особых отклонений, а в 18:11, на 11 минут позже расписания (в силу разных задержек в предыдущих аэропортах), рейс 629 приземлился в аэропорту Стэплтон. Здесь началась подготовка самолёта к полёту в Портленд, в ходе которой был проведён технический осмотр лайнера, а также произошла смена экипажа. Следующий в Денвер груз, включая багаж и почту, был расположен в заднем грузовом отсеке (№ 4), который был таким образом полностью опустошён, после чего в задний отсек загрузили новый груз, следующий из Денвера, в том числе багаж новых пассажиров и почту. В баки долили 3400 галлонов топлива, а общий вес авиалайнера составлял 91 746 фунтов (41 615 кг) при максимальном взлётном 93 700 фунтов (42 500 кг); центровка также не выходила за пределы допустимого.
Согласно полученному перед вылетом прогнозу погоды, в районе Денвера ожидалась сплошная облачность высотой 9500 футов (2900 м), температура воздуха 36 °F (2 °C), точка росы 30 °F (−1 °C), давление 29,84 дюйма (758 мм) рт. ст., ветер юго-западный 5 узлов, видимость 10 миль (16 км).
В 18:44 рейс 629 вырулил к предварительному старту у начала полосы «8 правая» (8R), после чего получил от диспетчера разрешение на следование в Портленд на эшелоне 21 000 футов (6400 м) и с обязательным докладом о прохождении всенаправленного азимутального радиомаяка «Денвер», а также прохождении высоты 18 000 футов (5500 м). С 39 пассажирами и 5 членами экипажа на борту авиалайнер поднялся в воздух, о чём экипаж доложил в 18:52, а в 18:56 было доложено о прохождении радиомаяка Денвера. Это был последний радиообмен с бортом N37559.
В 19:03 с диспетчерской вышки в Денвере вдруг увидели, как примерно к северо-северо-западу от аэропорта в небе появились два белых огня, один из которых был несколько ярче. Эти огни наблюдались на протяжении 35—40 секунд и опускались с примерно одинаковой скоростью. Затем на земле, либо вблизи её возникла яркая вспышка, зарево от которой даже осветило нижнюю часть облаков (высота 10 000 футов (3000 м)). Подозревая худшее, диспетчеры тут же начали вызывать все находящиеся близ Денвера самолёты. Почти все экипажи ответили, кроме рейса 629 компании United. «Дуглас» разбился на поле сахарной свёклы близ города Лонгмонт и на удалении 35 миль (56 км) к северу от аэропорта вылета, при этом все 44 человека на борту погибли.

## Расследование

### Изучение обломков
Расследование на месте происшествия было начато 2 ноября, а обнаруженные обломки доставляли в большой охраняемый склад в аэропорту Стэплтон. Поле распространения основных обломков было вытянуто в северо-северо-западном направлении и имело площадь около 6 квадратных миль (16 км2). На этом поле имелись два глубоких кратера, расположенные на расстоянии 150 футов (46 м) друг от друга и в которых были обнаружены обе плоскости крыла, все четыре силовые установки, а заодно и основные стойки шасси. На расстоянии около 4600 футов (1400 м) к юго-юго-востоку от этих кратеров находилась хвостовая часть лайнера, а носовая часть — примерно на 600 футов (180 м) к северу от кратеров. Также на удалении примерно 600 футов (180 м) к югу от кратеров была обнаружена отделившаяся внешняя часть левой плоскости крыла. Кроме того, на протяжении порядка 9 миль (14 км) к юго-юго-востоку от основного места падения были найдены обрывки лёгких материалов, включая бумагу и изоляцию фюзеляжа. Такая картина распределения показывала, что во время полёта произошло отделение хвостовой части, при этом возникла взрывная декомпрессия, в результате которой и были выкинуты куски лёгких материалов. Потерявший управление авиалайнер перешёл в почти отвесное падение, а перегрузки быстро достигли критических значений, в результате чего произошло отделение плоскостей крыла. Отдельные части самолёта на высокой скорости врезались в землю и взорвались.
Уже в начале расследования было отмечено, что разрушение самолёта имело взрывной характер, причём взрыв был достаточно мощный и его нельзя было объяснить отказом какого-либо компонента или системы самолёта. Да и на обломках сохранился запах и частицы, характерные для взрывчатки, причём сильнее всего эти признаки наблюдались на обломках, которые были в районе грузового отсека № 4. Проверка вещей, почты и багажа из этого же отсека также обнаружила на них запах взрывчатки. Наконец, когда следователи собрали найденные обломки на специальном макете, то мельче всего обломки были как раз в районе заднего грузового отсека, а отдельные фрагменты из этой части так и не удалось обнаружить. Взрыв произошёл в заднем грузовом отсеке напротив грузовой двери под задним буфетом и чуть левее осевой линии самолёта. Взрывная волна распространилась во всех направлениях, при этом выбило переднюю и заднюю переборки (соответственно вперёд и назад), пол салона вырвало вверх, а силовой набор в нижней части фюзеляжа — вниз, после чего словно ножом отрезало хвостовую часть фюзеляжа. В эпицентре взрыва не было никаких компонентов конструкции самолёта, которые могли бы стать источником этого взрыва. До момента взрыва все системы авиалайнера, включая силовые установки, работали нормально и без отказов.
7 ноября комиссия от Совета по гражданской авиации пришла к мнению, что причиной происшествия стал взрыв бомбы на борту. 8 ноября расследование катастрофы рейса 629 было передано Федеральному бюро расследований (ФБР). Стоит отметить, что в истории расследований, проводимых под руководством ФБР, катастрофа под Денвером стала первым крупным авиационным происшествием.
Среди обломков были найдены несколько фрагментов (по данным ФБР — 5, по данным CAB — 11) из листового металла, которые не относились к конструкции самолёта, при этом на них нашли признаки воздействия ударной волны и высокой температуры, а заодно и следы серой серы. У одного фрагмента одна из сторон была окрашена в красный цвет, поверх которого были синие буквы «HO». Как удалось определить, найденный фрагмент относился к металлической оболочке электрической батареи «Hot Shot» напряжением 6 вольт, производства фирмы Eveready Battery Company. Эта батарейка стала детонатором бомбы, уничтожившей рейс 629.
Найденные на фрагментах самолёта частицы взрывчатого вещества имели цвет от белого до тёмно-серого. Экспертиза показала, что в состав этих отложений входил нитрат натрия, а также диоксид марганца и сернистые соединения. Сам нитрат натрия содержится в селитре, а вместе с серой и другими элементами может оставаться после детонации взрывчатых веществ на основе нитроглицерина, который в свою очередь используется при изготовлении динамита. 13 ноября 1955 года экспертиза ФБР пришла к заключению, что на борту произошёл взрыв заряда динамита.

### Показания очевидцев
Были собраны четыре команды интервьюеров, в каждую из которых входили сотрудники или представители Совета по гражданской авиации и авиакомпании United. Со 2 по 5 ноября эти команды опросили две сотни человек на площади 140 квадратных миль (363 км2) вокруг места происшествия, и показания 37 из них были признаны ценными для расследования. Со слов этих очевидцев, самолёт выполнял обычный набор высоты, а шум двигателей звучал вполне нормально. Затем «Дуглас» вдруг превратился в яркую вспышку, после чего раздался шум мощного взрыва. Разорванный на несколько частей лайнер рухнул на поле, при этом прогремел ещё один взрыв, возможно, вызванный детонацией одного или нескольких топливных баков при ударе о землю. Опираясь на показания очевидцев, включая диспетчеров аэропорта, а также лётные испытания, было определено, что взрыв произошёл во время нормального полёта на высоте около 10 800 футов (3300 м) над уровнем моря (5782 фута (1762 м) над землёй) и на удалении 8 миль (13 км) к востоку от Лонгмонта.

### Изучение пассажиров
Были начаты проверки всех 44 погибших в поисках мотивов для их убийства. Заодно проверяли и тех, кто намеревался лететь данным рейсом, но затем сдал билет. Помимо этого следователи попытались определить, какой багаж был у каждого из пассажиров. В ходе этой проверки были найдены и личные вещи Дейзи Эльдоры Кинг (англ. Daisie Eldora King) — 53-летней предпринимательницы из Денвера, которая путешествовала в гости к своей дочери на Аляску. Её личные вещи содержали личные письма, газетные вырезки о её семье, персональную чековую книжку, дорожные чеки на 1000 долларов, список адресов, два ключа и квитанцию об аренде сейфа. Изучив газетные вырезки о её семье, следователи наткнулись на заметку о её сыне — 23-летнем Джоне (Джеке) Гилберте Грэхэме (англ. John «Jack» Gilbert Graham), который в 1951 году обвинялся в подделке документов и попал в список разыскиваемых. Личные вещи миссис Кинг пронесла с собой в салон; что же до её багажа, то он, как оказалось, пострадал при взрыве больше всего. Всё, что осталось от её чемодана — небольшие фрагменты, а содержимое определить не удалось.
В ходе следствия ФБР начала поиск по определению личностей пассажиров, которые были застрахованы в данном полёте на большие суммы. Как удалось установить, шесть человек были застрахованы на 62 500 долларов, четыре — на 50 000, двое — на 37 500, один — на 35 000, двое — на 12 500, и двое на 6250 долларов. Так как в это время шли праздники, то следователи не могли сразу проверить все страховые компании. А через три дня выяснилось, что имеются в общей сложности три страховых полиса на имя Дейзи Кинг. Позже 13 ноября был проведён обыск в доме её сына Джека Грэхэма и в спальне в маленьком комоде из кедра был найден дубликат страхового полиса на сумму 37 500 долларов и на имя Дейзи Эльдоры Кинг. Согласно оригиналу этого полиса, выгодоприобретателем был указан Джек Грэхэм; также следователи нашли ещё два страховых полиса на имя Дейзи Кинг, но уже на 6250 долларов каждый, а выгодоприобретателями были указаны её дочь и сестра.

### Джек Гилберт Грэхэм
ФБР начало более тщательно изучать миссис Кинг и её семью, и тут было установлено, что в случае её смерти достаточно солидное наследство должен был получить её сын. Но при этом, по показаниям некоторых их знакомых, мать и сын постоянно ссорились по, казалось бы, мелочам, а отношения между ними были «как у кошки с собакой». Также выяснилось, что Грэхэм подозревался во взрыве в ресторане, а незадолго до гибели своей матери купил пикап марки Chevrolet, который скоро же разбил в результате дорожно-транспортного происшествия, когда машина застряла на переезде. После этого Джек взял в долг 1000 долларов под залог ресторанного оборудования. Также в 1951 году Грэхэм даже отсидел 60 суток в техасской тюрьме за незаконный оборот виски.
10 ноября 1955 года Джек Грэхэм в присутствии своей сводной сестры в первый раз беседовал с сотрудниками ФБР, в ходе чего рассказал о своей ранней биографии, которая оказалась достаточно непростой. Родился он 23 января 1932 года, как раз в разгар Великой депрессии, причём для его матери это был уже второй брак, а от первого брака у неё уже была дочь. Но в 1937 году отец Грэхэма умирает от пневмонии, после чего Дейзи из-за бедности отдала сына в детский дом. В 1941 году она выходит замуж уже в третий раз — за Эрла Кинга (англ. Earl King), после смерти которого получила солидное наследство, что позволило ей даже стать успешной бизнес-леди. Но своего сына Дейзи Кинг из детдома забирать не стала; лишь в 1954 году Джек вернулся к матери, которая оплатила все его штрафы. Также Грэхэм упомянул, что бизнес в семейном ресторане не был успешен из-за отдельных происшествий, включая взрыв газа в 1955 году, и периодического вандализма. Относительно 1 ноября 1955 года Джек рассказал, что провожал мать на самолёт, но не знает точно, что было в её багаже, хотя и предполагает, что там было ружьё и большое количество патронов для охоты на северных оленей.
На следующий день следователи расспросили уже его жену Глорию, которая рассказала, что багаж для миссис Кинг собирал всё-таки Джек. Что было в багаже, Глория Грэхэм не могла описать, но предполагала, что там был набор инструментов, так как муж неоднократно говорил, что хочет подарить такой набор своей матери на рождественские праздники. Самого подарка Глория не видела, но рассказала, как в день происшествия её муж принёс домой свёрток, после чего ушёл с ним в подвал, где находился собранный багаж Дейзи Кинг. Сам свёрток был 18 дюймов (457 мм) в длину, 14 дюймов (356 мм) в ширину и 3 дюйма (76 мм) толщиной. Расспросы родственников Дейзи Кинг и Джека Грэхэма не позволили следователям точно определить, что же было в том свёртке. Тогда 12 ноября семья Грэхэм была вызвана в офис ФБР для опознания фрагментов от предполагаемого чемодана миссис Кинг. Они опознали куски тёмно-коричневого чемодана как меньшего из взятых ею чемоданов. В ходе данной беседы Грэхэм был предупреждён, что у следователей имеется к нему ещё ряд вопросов.

### Признание
13 ноября, как уже было сказано выше, ФБР провело обыск в доме Грэхэма, в результате которого был найден дубликат страхового полиса. Также в ходе обысков следователи нашли моток медного провода в жёлтой изоляции, который лежал в одном из карманов принадлежащей Грэхэму спецодежды. Интересен этот провод был прежде всего тем, что относился к тому же типу, который был указан в учебнике для начинающих подрывников для использования в детонаторах. Когда Джеку Грэхэму сообщили о находках в его доме и результатах экспертиз, попросив объяснить всё это, тот неожиданно заявил: Окей, с чего мне начать? (англ. OK, where do you want me to start?).
Как рассказал Джек, у него была давняя обида, что почти всё детство он провёл в детском доме, а мать после удачного замужества не стала забирать его обратно. Лишь в 1954 году он был допущен к семейному ресторанному бизнесу, а в сентябре 1955 года при странных обстоятельствах в ресторане происходит взрыв газа, который повредил здание. Полиция подозревала поджог, но не смогла это доказать, а Грэхэм получил страховку в размере $ 1200. Полученной суммы ему показалось недостаточно, поэтому следующим шагом стало намеренное оставление своего «Шевроле» на переезде перед поездом, когда Джек выпрыгнул из салона за несколько секунд до удара. Наконец Грэхэм принимает решение убить собственную мать, получив при этом крупную сумму от страховых выплат. По некоторым данным, Джек Грэхэм был вдохновлён поступком канадца Альберта Гэ, который 9 сентября 1949 года убил свою жену, взорвав самолёт Douglas DC-3, на котором она летела, с помощью бомбы, заложенной в её же багаже; всего в той катастрофе погибли 23 человека (подробнее…).

Я тогда взял мешок динамита, к которому прикрепил батарею и таймер, а потом поместил в мамин большой чемодан
Оригинальный текст (англ.)I then took the sack of dynamite, with the battery and timer attached, and placed it in my mother’s large suitcase.
— Джек Грэхэм
Как заявил Джек, бомба была замедленного действия и состояла из 25 динамитных шашек, двух электрических детонаторов из учебника для начинающего подрывника, 60-минутного таймера производства Ryall electric supply company и шестивольтовой батареи. В прошлом Джек Грэхэм проработал две недели в магазине электроники, где получил знания, достаточные для создания столь простой бомбы. 17 ноября продавец в магазине, где был куплен таймер, опознал Грэхэма, сказав, что тот был у них 26 октября. 19 ноября продавец в Креммлинге подтвердил, что Грэхэм приобрёл у них 20—25 динамитных шашек и два электрических детонатора. 21 ноября менеджер этого же магазина также опознал Грэхэма как покупателя динамитных шашек и детонаторов.

## Суд
14 ноября Джек Грэхэм подписал заявление о признании, на основании которого его обвинили в диверсии. Однако по существовавшим в то время федеральным законам, максимальным наказанием за диверсии на самолёте в мирное время было 10 лет тюрьмы. Тогда 17 ноября Грэхэм был обвинен по законам штата в убийстве родной матери, что уже грозило казнью в газовой камере, а 9 декабря предстал перед окружным судом. Суд над Грэхэмом был достаточно сложным, при этом было заслушано более двух сотен свидетелей, а также впервые сам процесс снимали на киноплёнку. Джек поначалу отказался от всех своих показаний, но в апреле 1956 года на пяти страницах изложил собственное признание, которое позже зачитали на суде вслух. Сам обвиняемый никаких показаний на суде не давал.
5 мая 1956 года, после обсуждения длительностью 72 минуты, суд присяжных признал Джека Грэхэма виновным в убийстве первой степени и приговорил его к смертной казни. Адвокаты несколько раз подавали ходатайства о пересмотре дела, но 22 октября 1956 года Верховный суд штата Колорадо подтвердил решение суда низшей инстанции и постановил привести приговор в исполнение до 12 января 1957 года. 11 января 1957 года Джек Гилберт Грэхэм был казнён в газовой камере. Перед смертью он заявил, что не чувствует никаких угрызений совести по поводу матереубийства.

## Мировая реакция
В СССР в изданной в 1959 году тиражом 200 тысяч экземпляров брошюре О. С. Васильева «Их мораль» в качестве примера приводится преступление Джэка Грэхэма и при этом сделан вывод, что «С малых лет американцу всеми способами вколачивают в голову мысль, что для обогащения все средства хороши. Неудивительно поэтому, что, став взрослым, он уже готов из-за денег на любой обман, подлость, убийство».

### Комментарии
1. ↑  Здесь и далее указано Горное время (MST).